# Kloster St. Elisabeth (Neuburg an der Donau)

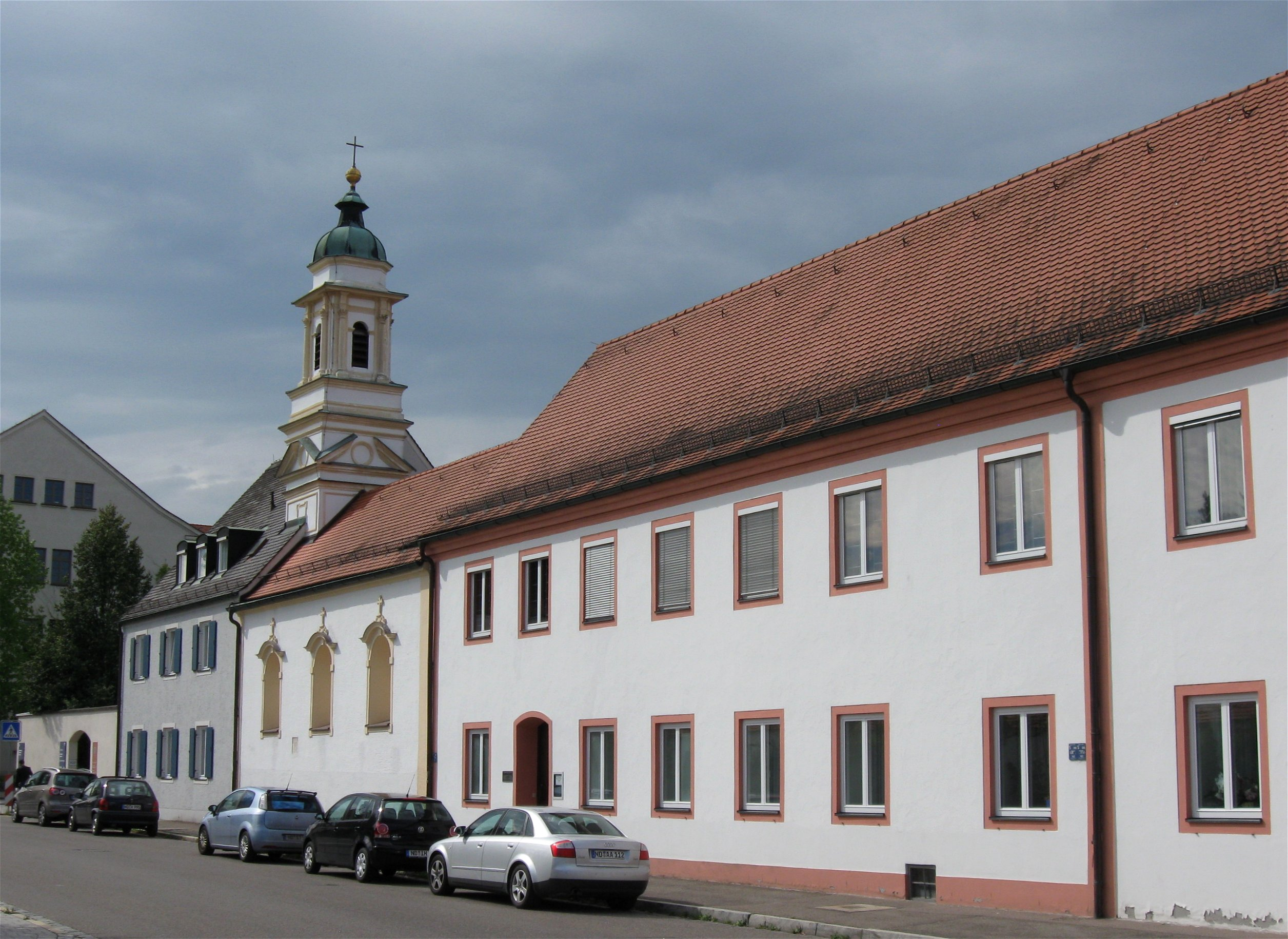
Kloster St. Elisabeth

Das Kloster St. Elisabeth in Neuburg an der Donau ist ein Kloster der Elisabethinnen. 

## Geschichte der Krankenpflege in Neuburg
Am 8. Juli 1840 kamen drei Schwestern vom Orden der Schwestern von der hl. Elisabeth (Elisabethinerinnen) vom Ordenskloster Azlburg bei Straubing nach Neuburg und gründeten hier eine Niederlassung, unterstützt von der großen Wohltäterin der Elisabethinerinnen, Kurfürstin Leopoldina aus Österreich. Sie übernahmen im Kranken- und Armenhaus des Klosters St. Elisabeth die Krankenpflege der Neuburger Frauen. 
1954 begannen die Ordensschwestern mit der Kinderkrankenpflege. 1961 eröffnete das Kloster ein Kinderkrankenhaus (1999 saniert und modernisiert) mit jetzt 105 Planbetten. Bis 1978 kümmerten sich Elisabethinerinnen in Neuburg nur um Frauen und Kinder. Mit Rückzug der Barmherzigen Brüder aus Neuburg (1978) oblag ihnen allein die Krankenpflege. Von 1987 bis 1992 baute der Orden die Klinik – nun für Frauen und Männer – neu. Auch führt das noch bestehende Kloster, seit 1996 mit der Kapelle St. Wolfgang in neuen Räumen, seit 1948 eine Kranken- und seit 1954 auch eine Kinderkrankenpflegeschule. Der Orden unter Leitung von Schwester Maria Goretti Böck ist alleiniger Gesellschafter der Vereinigten Ordenskrankenhäuser GmbH, dem Träger der Kliniken St. Elisabeth Neuburg; als Geschäftsführer ist Günter Strobl bestellt. 
Die Katholische Jugendfürsorge der Diözese Augsburg, auch Trägerin des Josefinums in Augsburg, wird am 1. Juni 2017 die Kliniken St. Elisabeth (Geschäftsanteile der Vereinigten Ordenskrankenhäuser GmbH) übernehmen.